# Тетраедрична симетрія
| · Симетрії-інволюції · Cs, (*) · [ ] =         | · Циклічна симетрія · Cnv, (*nn) · [n] =      | · Діедрична симетрія · Dnh, (*n22) · [n,2] =   |
| Групи многогранників, [n,3], (*n32)            |                                               |                                                |
| · Тетраедрична симетрія · Td, (*332) · [3,3] = | · Октаедрична симетрія · Oh, (*432) · [4,3] = | · Ікосаедрична симетрія · Ih, (*532) · [5,3] = |

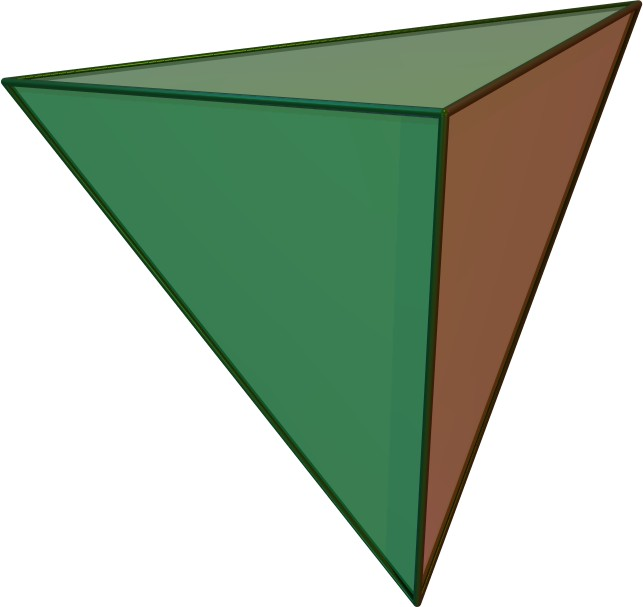
Правильний тетраедр — приклад тіла з повною тетраедричною симетрією

Правильний тетраедр має 12 обертових (зі збереженням орієнтації) симетрій та симметрії порядку 24, що включають комбінацію відбиттів та обертань.
Група всіх симетрій ізоморфна групі S4, симетричній групі перестановок чотирьох елементів, оскільки є рівно одна така симетрія для кожної перестановки вершин тетраедра. Множина симетрій, що зберігають орієнтацію, утворює групу, яка є знакозмінною підгрупою A4 групи S4.

## Подробиці
Хіральна і повна (або ахіральна тетраедрична симетрія та піритоедрична симетрія) є симетріями дискретних точок (або, що те саме, симетріями на сфері). Вони входять у кристалографічні групи симетрії кубічної сингонії.
У стереографічній проєкції ребра тетракісгексаедра утворюють на площині 6 кіл (або центральних радіальних прямих). Кожне з цих кіл представляє дзеркало в тетраедричній симетрії. Перетини цих кіл дають точки обертання порядку 2 і 3.
| Ортогональна проєкція                                           | Стереографічна проєкція                                         | Стереографічна проєкція                                         | Стереографічна проєкція                                         |
| Ортогональна проєкція                                           | 4-разова                                                        | 3-разова                                                        | 2-разова                                                        |
| Хіральна тетраедрична симетрія, T, (332), [3,3]+ = [1+,4,3+], = | Хіральна тетраедрична симетрія, T, (332), [3,3]+ = [1+,4,3+], = | Хіральна тетраедрична симетрія, T, (332), [3,3]+ = [1+,4,3+], = | Хіральна тетраедрична симетрія, T, (332), [3,3]+ = [1+,4,3+], = |
| --------------------------------------------------------------- | --------------------------------------------------------------- | --------------------------------------------------------------- | --------------------------------------------------------------- |
|                                                                 |                                                                 |                                                                 |                                                                 |
| Піритоедрична симетрія, Th, (3*2), [4,3+],                      |                                                                 |                                                                 |                                                                 |
|                                                                 |                                                                 |                                                                 |                                                                 |
| Ахіральна тетраедрична симетрія, Td, (*332), [3,3] = [1+4,3], = |                                                                 |                                                                 |                                                                 |
|                                                                 |                                                                 |                                                                 |                                                                 |

## Хіральна тетраедрична симетрія

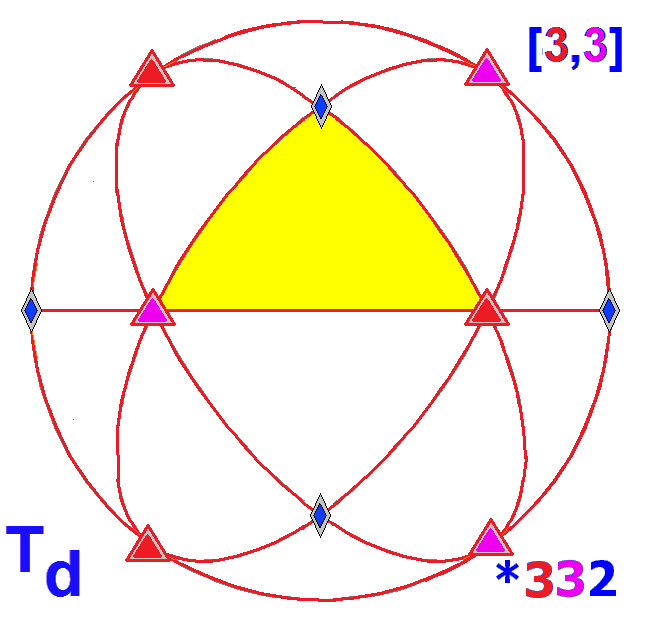
Повна тетраедрична група T_{d} з фундаментальною областю

| Тетраедрична група обертань T з фундаментальною областю. Для триакістетраедра (див. нижче) область є повною гранню | Тетраедр можна розташувати в 12 різних положеннях, використовуючи лише обертання. Це проілюстровано вище графом циклів з поворотами ребер на 180° (блакитні стрілки) і поворотами вершин на 120° (червоні стрілки) . | У триакістетраедрі одна повна грань є фундаментальною областю. Інші тіла з такою ж симетрією можна одержати зміною орієнтації граней. Наприклад, сплющенням деякої підмножини граней, щоб утворити одну грань, або заміною однієї грані групою граней чи навіть кривою поверхнею |

T, 332, [3,3]+, або 23 порядку 12 — хіральна або обертальна тетраедрична симетрія. Є три ортогональних 2-разових осі обертання, на зразок хіральної діедричної симетрії D2 або 222, а також чотири додаткові 3-разові осі. Ця група ізоморфна A4 знакозмінній групі 4 елементів. Фактично, це група парних перестановок чотирьох 3-разових осей: e, (123), (132), (124), (142), (134), (143), (234), (243), (12)(34), (13)(24), (14)(23).
Класами спряженості T є:
- тотожність
- 4 × обертання на 120° за годинниковою стрілкою (якщо дивитись від вершини): (234), (143), (412), (321)
- 4 × обертання на 120° проти годинникової стрілки (те саме)
- 3 × обертання на 180°

Обертання на 180° разом з тотожним перетворенням утворюють нормальну підгрупу типу Dih2 з фактор-групою типу Z3. Трьома елементами останньої є тотожне перетворення, «обертання за годинниковою стрілкою» і «обертання проти годинникової стрілки», що відповідають перестановкам трьох ортогональних 2-разових осей зі збереженням орієнтації.
A4 — найменша група, яка показує, що теорема, обернена до теореми Лагранжа, в загальному випадку, хибна — якщо дано скінченну групу G і дільник d числа |G|, не обов'язково існує підгрупа групи G з порядком d — група G = A4 не має підгрупи порядку 6.

### Підгрупи хіральної тетраедричної симетрії

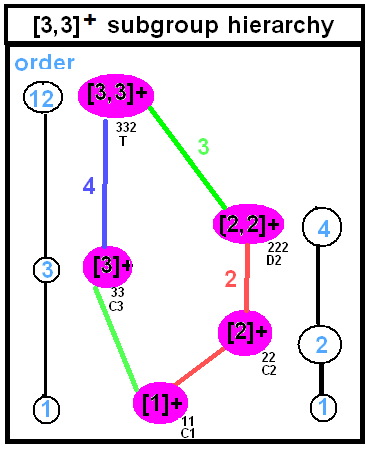
Підгрупи хіральної тетраедричної симетрії

| Шенфліс | Коксетер | Коксетер | Орбі- фолд | Г-М | Структура | Цикли | Порядок | Індекс |
| ------- | -------- | -------- | ---------- | --- | --------- | ----- | ------- | ------ |
| T       | [3,3]+   | =        | 332        | 23  | A4        |       | 12      | 1      |
| D2      | [2,2]+   | =        | 222        | 222 | Dih2      |       | 4       | 3      |
| C3      | [3]+     |          | 33         | 3   | Z3        |       | 3       | 4      |
| C2      | [2]+     |          | 22         | 2   | Z2        |       | 2       | 6      |
| C1      | [ ]+     |          | 11         | 1   | Z1        |       | 1       | 12     |

## Хіральна тетраедрична симетрія
Td, *332, [3,3] чи 43m порядку 24 — ахіральна чи повна тетраедрична симетрія, відома також як група трикутника (2,3,3). Ця група має такі ж осі обертань, що й T, але з шістьма площинами дзеркальної симетрії, які проходять через кожну пару 3-разових осей. 2-разові осі тепер є осями S4 (4). Td і O ізоморфні як абстрактні групи — обидві групи відповідають S4, симетричній групі 4 елементів. Td є об'єднанням T і множини, отриманої комбінацією кожного елемента O \ T з центральною симетрією. Див. також ізометрії неправильного тетраедра.
Класами спряженості Td є:
- тотожність
- 8 × обертання на 120 °
- 3 × обертання на 180 °
- 6 × відбиття відносно площини, яка проходить через дві осі обертання
- 6 × дзеркальний поворот на 90°

### Підгрупи ахіральної тетраедричної симетрії

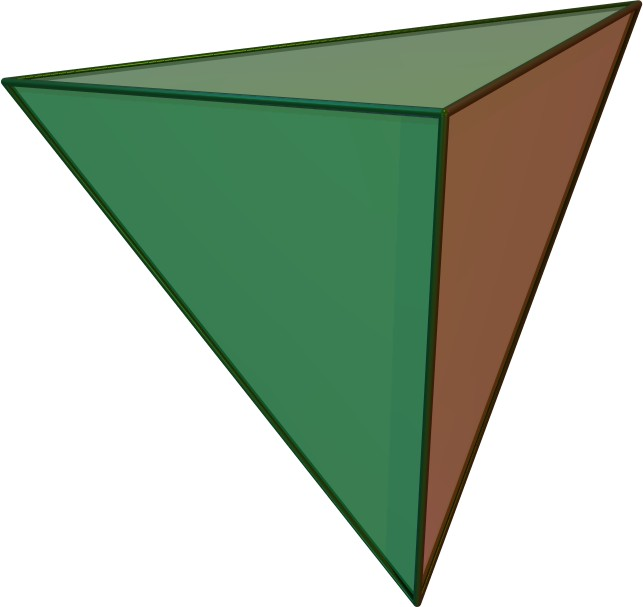
Правильний тетраедр — приклад тіла з повною тетраедричною симетрією

| Шен- фліс | Коксетер | Коксетер | Орбі- фолд | Г-М    | Структура | Цикли | Порядок | Індекс |
| --------- | -------- | -------- | ---------- | ------ | --------- | ----- | ------- | ------ |
| Td        | [3,3]    |          | *332       | 43m    | S4        |       | 24      | 1      |
| C3v       | [3]      |          | *33        | 3m     | Dih3=S3   |       | 6       | 4      |
| C2v       | [2]      |          | *22        | mm2    | Dih2      |       | 4       | 6      |
| Cs        | [ ]      |          | *          | 2 or m | Dih1      |       | 2       | 12     |
| D2d       | [2+,4]   |          | 2*2        | 42m    | Dih4      |       | 8       | 3      |
| S4        | [2+,4+]  |          | 2×         | 4      | Z4        |       | 4       | 6      |
| T         | [3,3]+   |          | 332        | 23     | A4        |       | 12      | 2      |
| D2        | [2,2]+   |          | 222        | 222    | Dih2      |       | 4       | 6      |
| C3        | [3]+     |          | 33         | 3      | Z3 = A3   |       | 3       | 8      |
| C2        | [2]+     |          | 22         | 2      | Z2        |       | 2       | 12     |
| C1        | [ ]+     |          | 11         | 1      | Z1        |       | 1       | 24     |

## Пірітоедрична симетрія

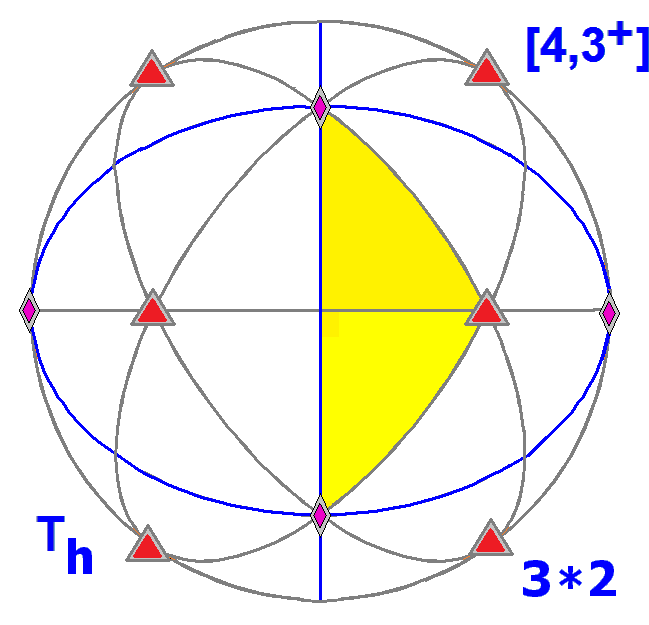
Піритоедрична група T_{h} з фундаментальною областю

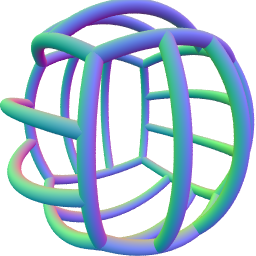
Шви волейбольного м'яча мають піритоедричну симетрію.

Th, 3*2, [4,3+] або m3 порядку 24 — піритоедрична симетрія. Ця група має ті ж самі осі обертання, що й T з дзеркальними площинами через два ортогональних напрямки. 3-рвзові осі тепер є осями S6 (3), і є центральна симетрія. Th ізоморфна T × Z2 — кожен елемент Th є або елементом T, або елементом, комбінованим із центральною симетрією. Крім цих двох нормальних підгруп, є ще одна нормальна підгрупа D2h (прямокутного паралелепіпеда), типу Dih2 × Z2 = Z2 × Z2 × Z2. Вона є прямим добутком нормальної підгрупи T (див. вище) з Ci. Фактор-група та ж сама, що й вище — Z3. Три елементи останньої — тотожне перетворення, "обертання за годинниковою стрілкою"і" обертання проти годинникової стрілки", відповідні перестановкам трьох ортогональних 2-разових осей зі збереженням орієнтації.
Це симетрія куба, в якого кожну грань розділено відрізком на два прямокутники, причому ніякі два відрізки не мають кінців на одному ребрі куба. Симетрії відповідають парним перестановкам діагоналей куба разом з центральною інверсією. Симетрія пентагондодекаедра (піритоедра) дуже близька до описаної вище симетрії куба. Пірітоедр можна отримати з куба з розділеними навпіл гранями заміною прямокутників п'ятикутниками з однією віссю симетрії, 4 рівними сторонами; відмінна за довжиною сторона ділить квадратну грань куба навпіл. Тобто грані куба випинаються по відрізку, який їх ділить, а сам відрізок стає меншим. Симетрія куба з розділеними гранями є підгрупою групи повної ікосаедричної симетрії (як група ізометрії, не просто як абстрактна група) з 4 із 10 3-разових осей.
Класи спряженості Th включають класи спряженості T з комбінаціями двох класів із 4, а також кожен із класів із центральною симетрією:
- тотожність
- 8 × обертання на 120 °
- 3 × обертання на 180 °
- центральна симетрія
- 8 × дзеркальний поворот на 60 °
- 3 × дзеркальне відбиття (відносно площини)

### Підгрупи піритоедричної симетрії

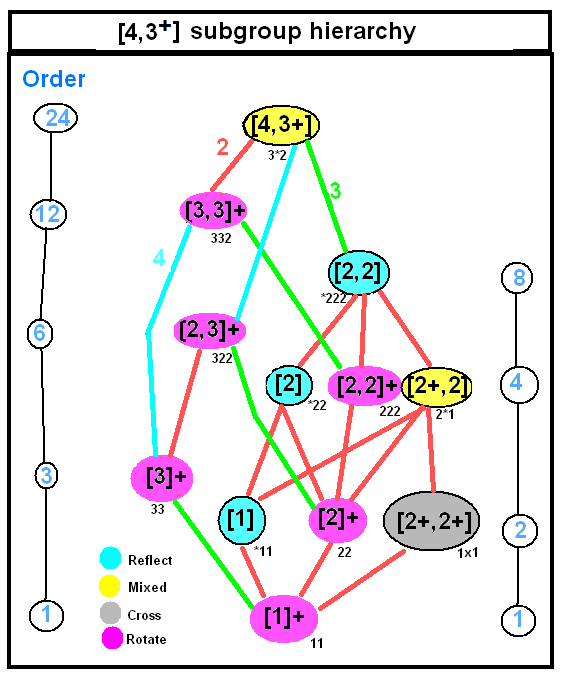
Пірітоедричні підгрупи

| Шен- фліс | Коксетер | Коксетер | Орбі- фолд | Г-М    | Структура | Цикли | Порядок | Індекс |
| --------- | -------- | -------- | ---------- | ------ | --------- | ----- | ------- | ------ |
| Th        | [3+,4]   |          | 3*2        | m3     | A4×2      |       | 24      | 1      |
| D2h       | [2,2]    |          | *222       | mmm    | Dih2×Dih1 |       | 8       | 3      |
| C2v       | [2]      |          | *22        | mm2    | Dih2      |       | 4       | 6      |
| Cs        | [ ]      |          | *          | 2 or m | Dih1      |       | 2       | 12     |
| C2h       | [2+,2]   |          | 2*         | 2/m    | Z2×Dih1   |       | 4       | 6      |
| S2        | [2+,2+]  |          | ×          | 1      | 2 or Z2   |       | 2       | 12     |
| T         | [3,3]+   |          | 332        | 23     | A4        |       | 12      | 2      |
| D3        | [2,3]+   |          | 322        | 3      | Dih3      |       | 6       | 4      |
| D2        | [2,2]+   |          | 222        | 222    | Dih4      |       | 4       | 6      |
| C3        | [3]+     |          | 33         | 3      | Z3        |       | 3       | 8      |
| C2        | [2]+     |          | 22         | 2      | Z2        |       | 2       | 12     |
| C1        | [ ]+     |          | 11         | 1      | Z1        |       | 1       | 24     |

## Тіла з хіральною тетраедричною симетрією
Ікосаедр, розфарбований як кирпатий тетраедр, має хіральну симетрію.

## Тіла з повною тетраедричною симетрією
| Клас                              | Назва                    | Малюнок           | Граней | Ребер | Вершин |
| --------------------------------- | ------------------------ | ----------------- | ------ | ----- | ------ |
| Платонове тіло                    | Тетраедр                 | Тетраедр          | 4      | 6     | 4      |
| Архімедове тіло                   | Зрізаний тетраедр        | Зрізаний тетраедр | 8      | 18    | 12     |
| Каталанове тіло                   | Триакістетраедр          | Триакістетраедр   | 12     | 18    | 8      |
| Майже многогранник Джонсона       | Зрізаний триакістетраедр |                   | 16     | 42    | 28     |
| Майже многогранник Джонсона       | Тетраедний додекаедр     |                   | 28     | 54    | 28     |
| Однорідний зірчастий многогранник | Тетрагемігексаедр        |                   | 7      | 12    | 6      |